# Der letzte Joker
Der letzte Joker (Originaltitel The Seven Dials Mystery) ist der neunte Kriminalroman von Agatha Christie. Er erschien zuerst im Vereinigten Königreich am 24. Januar 1929 bei William Collins & Sons und in den USA bei Dodd, Mead and Company später im selben Jahr.
Die deutsche Erstausgabe wurde 1934 unter dem Titel Sieben Uhren im Expreßbücher-Verlag (Wien, Leipzig) veröffentlicht. 1975 gab der Scherz Verlag eine Neuausgabe mit neuem Titel Der letzte Joker in der bis heute verwendeten Übersetzung von Renate von Walter heraus.
In diesem Roman bringt Christie ihre Figuren aus dem früheren Roman Die Memoiren des Grafen zurück: Lady Eileen (Bundle) Brent, Lord Caterham, Bill Eversleigh, George Lomax, Tredwell und Superintendent Battle.

## Handlung
Die Geschichte beginnt auf Chimneys, dem Landsitz des Marquis von Caterham, den dieser für zwei Jahre an Sir Oswald Coote vermietet hat.
Zu einer Gesellschaft ist noch eine Gruppe von jungen Leuten im Haus. Einer von ihnen, Gerald ‘Gerry’ Wade, steht in dem Ruf, bis in den späten Vormittag hinein zu schlafen. Die anderen sechs planen einen Jux, indem sie acht Wecker kaufen und diese ins Zimmer von Gerry stellen.
Am nächsten Morgen sollen die Wecker zu unterschiedlichen Zeiten klingeln – ab halb sieben. Das tun sie auch, nur Wade kommt nicht herunter. Er liegt tot in seinem Bett, gestorben an einer Überdosis Chloral.
Die Gruppe ist geschockt. Jimmy Thesiger und Ronny Devereux fahren zu Loraine Wade, Gerrys Halbschwester, um ihr die Nachricht zu überbringen. Nach Chimneys zurückgekehrt, stellen sie fest, dass nun alle Uhren auf dem Kaminsims stehen – aber es sind nur sieben und nicht mehr acht.
Einige Tage später kehrt Lord Caterham mit seiner Familie auf seinen Landsitz Chimneys zurück. Die Leichenschau hat stattgefunden – Tod durch Unfall.
Lady Eileen "Bundle" Brent, Tochter des Marquis von Caterham, ist mit Bill Eversleigh befreundet und schreibt ihm von Gerry, der in ihrem Zimmer starb. Sie findet in ihrem Schreibtisch einen angefangenen Brief an Loraine, der davon spricht, dass Gerry in eine „schreckliche Sache“ geraten ist und „so müde bin, dass ich die Augen nicht mehr aufhalten kann. Vergiss, was ich über die Seven Dials – sieben Zifferblätter – gesagt habe“.
Völlig ratlos will sie nach London, um Bill zu sehen. Auf der Fahrt taumelt ein Mann vor ihr Auto, sie kann gerade noch ausweichen, er bricht aber trotzdem zusammen. Seine letzten Worte lauten: „Seven Dials … Sagen Sie... Jimmy Thesiger“. Er stirbt aber nicht an den Folgen des Unfalls, sondern er wurde erschossen. Der Tote ist Ronny Devereux.
Bei Bundles Vater ist der Außenminister Lomax zu Besuch, der von einer seltsamen Warnung in einem Brief aus Seven Dials, einem Londoner Stadtteil mit schlechtem Ruf, erzählt. Am nächsten Tag kommt Bundle endlich nach London und bekommt von Bill Jimmys Adresse, dort trifft sie auf Loraine Wade. Diese erzählt, dass sie in den Papieren ihres Bruders eine Liste mit Namen und Daten sowie einer Adresse gefunden habe und eine Andeutung auf eine geheime Gesellschaft ähnlich der Mafia. Die drei schließen, dass Gerrys Tod Mord war und die sieben Uhren eine Warnung bedeuten. Jimmy weiß, dass Gerry Beziehungen zum Außenministerium und zum Geheimdienst hatte. Bundle erzählt von dem Brief an Lomax. In der nächsten Woche soll in dessen Haus in Wyvern Abbey ein großes Fest stattfinden, und Jimmy und Bundle kümmern sich um die Einladungen.
Bundle beschließt, zu Superintendent Battle von Scotland Yard zu gehen, aber der erweist sich als wenig hilfreich. Er sagt ihr aber, dass Bill Eversleigh etwas über Seven Dials wisse. Von ihm erfährt sie, dass Seven Dials ein heruntergekommener Nachtklub im gleichnamigen Londoner Stadtviertel ist. Sie besteht auf einen gemeinsamen Besuch. Im Klub erkennt sie den Türsteher Alfred, einen ehemaligen Diener aus Chimneys. Am nächsten Tag geht sie wieder in den Klub und befragt Alfred. Er hat die Stelle von Mr. Mosgorovsky erhalten, auch er ein Gast der Cootes. Mit ein wenig Druck bringt sie Alfred dazu, ihr den Klub zu zeigen. Sie entdeckt einen geheimen Raum mit sieben Stühlen. Sie lässt sich in einem Schrank einschließen und wird einige Stunden später Zeugin einer seltsamen Versammlung von fünf Personen.
Die Personen tragen Kapuzen mit Augenschlitzen und Zifferblättern über den Köpfen. Jedes zeigt eine andere Zeit zwischen ein und sechs Uhr. Bundle kann verschiedene Nationalitäten am Klang ihres Akzents unterscheiden. Ein Mitglied der finsteren Gruppe ist eine Frau mit einem Muttermal auf der Schulter. Sie sprechen über die fehlende Nummer zwei und ein Mitglied beschwert sich, dass Nummer sieben immer fehle. Sie sprechen auch über Lomax’ Party in Wyvern Abbey, wo angeblich ein Deutscher namens Eberhard mit einer wertvollen Erfindung anwesend sein wird. Sie sprechen auch über Ronnys Tod und dass Bauer, ein Diener auf Chimeys, in ihren Diensten stehe.
Am nächsten Tag erzählt Bundle Jimmy von ihrem Erlebnis im Klub. Sie vermuten, dass Bauer Gerrys Mörder ist. Jimmy weiß, dass Eberhard eine chemische Formel entdeckt hat, mit der man Draht härten kann, revolutionierend für die Flugzeugindustrie. Die deutsche Regierung interessiert sich nicht dafür, und so soll die Formel auf dem Treffen in Wyvern Abbey an die Briten, vertreten durch Sir Stanley Digby, den Luftfahrtminister, verkauft werden.
Bundle und Jimmy kommen in Wyvern Abbey an und werden den anderen Gästen vorgestellt: die Cootes, Sir Stanley Digby, Terence O’Rourke und die wunderschöne ungarische Gräfin Radzky sowie auch Superintendent Battle. Bill Eversleigh taucht auch auf. Jimmy hatte ihm von Bundles Erlebnissen erzählt. Weil Sir Stanley nur eine Nacht vor Ort ist, vermuten alle, dass eventuell die Formel in dieser Nacht gestohlen werden soll. Jimmy und Bill vereinbaren zwei Wachen, mit Ablösung um drei.
Um zwei Uhr in der Nacht fallen nach einem lautstarken Kampf zwei Schüsse. Jimmy liegt, am rechten Arm verwundet, in der Bibliothek. Zu diesem Zeitpunkt ist Bundle in ihrem Zimmer, Battle auf der Terrasse, wo Loraine gerade ein Päckchen vor die Füße gefallen ist. Die Gräfin liegt bewusstlos hinter einer spanischen Wand, Sir Oswald kommt von einem nächtlichen Spaziergang und hat eine Pistole gefunden.
Jimmy sagt, er sei überfallen und angeschossen worden von einem Mann, der geflüchtet sei. Die Formel ist gestohlen, findet sich aber in Loraines Paket. Alle wollen wieder zu Bett – Bill will die Gräfin auf ihr Zimmer begleiten, da sieht Bundle, wie auf ihrer Schulter ein Muttermal durch das Negligé scheint – sie ist ein Mitglied der Seven Dials!
Am nächsten Morgen untersucht Battle den Rasen an der Stelle, wo die Pistole gefunden wurde. Es führt nur eine Fußspur dorthin, Sir Oswalds, und im Kamin der Bibliothek findet Battle einen verkohlten linken Handschuh mit Zahnspuren. Aus Chimneys kommt die Nachricht, dass Bauer vermisst wird.
Bevor sich die Gesellschaft auflöst, fragt Jimmy Loraine, ob sie ein Auge auf Bundle werfen könne, damit diese sich bei ihren Ermittlungen nicht in Gefahr begibt. Er erhält von Lady Coote eine Einladung in deren neues Haus in Letherbury, so dass er Sir Oswald weiter beobachten kann. Dort treffen auch Loraine und Bundle ein, deren Auto in der Nähe eine „Panne“ hatte. Sie kommen aber nicht weiter.
Einige Tage später taucht Bill in Jimmys Londoner Wohnung auf. Ronny Devereux’ Anwälte haben ihm einen Brief von Ronny zugesandt, den er geschrieben hatte, falls ihm etwas zustoßen sollte – der Inhalt sei unglaublich. Jimmy ruft Loraine und Bundle an und alle wollen sich im Seven Dials Klub treffen. Die Mädchen kommen zuerst an. Jimmy kommt an, lässt Bill aber im Auto. Bundle soll ihm den geheimen Raum zeigen. Als sie in dem Raum sind, ruft Loraine, dass irgendetwas mit Bill nicht stimmt. Sie finden ihn bewusstlos im Auto und bringen ihn in den Klub. Jimmy rennt los, um einen Arzt zu holen und Bundle sucht im Klub nach einem Brandy für Bill, aber irgendjemand schlägt sie nieder.
Sie kommt in Bills Armen zu sich und ist angenehm überrascht aus seinem Mund zu hören, dass er sie liebt. Sie werden von Mr. Mosgorovsky unterbrochen, der sie in eine Dringlichkeitssitzung der Seven Dials mitnimmt. Nummer sieben ist da und stellt sich selbst vor – es ist Superintendent Battle. Er erklärt, dass Seven Dials keine Vereinigung von Kriminellen, sondern eine Vereinigung von Kriminalbeamten und Geheimdienstlern sei. Unter den Mitgliedern ist Mr. Mosgorovsky; Gerry Wade und Ronny Devereux waren es; die ungarische Gräfin hat nun Gerrys Platz eingenommen, aber ihre wahre Identität ist die der US-amerikanischen Schauspielerin Babe St. Maur. Bundle ist geschockt, als sie erfährt, dass auch Bill Eversleigh Mitglied der Organisation ist. Noch geschockter ist sie, als sie erfährt, dass die Organisation ihr größtes Ziel erreicht hat, nämlich die Verhaftung eines internationalen Kriminellen, der auf den Diebstahl von geheimen Formeln spezialisiert war – Jimmy Thesiger, der an diesem Nachmittag gemeinsam mit seiner Komplizin Loraine Wade verhaftet wurde.
Jimmy tötete Gerry Wade, als dieser ihm auf die Spur gekommen war. Er nahm die achte Uhr, um zu sehen, ob jemand darauf reagierte – Bauer war zwar auf Chimneys, er war Jimmy aber nicht gewachsen. Ronny Devereux wurde getötet, als er zu nahe an die Wahrheit herankam. Seine letzten Worte waren keine Warnung an Jimmy über die Seven Dials, sondern umgekehrt. Auf Wyvern Abbey gab es keinen zweiten Mann, der die Formel gestohlen hatte. Jimmy kletterte über den Efeu in das Zimmer von Sir Stanley Digby, warf die Formel zu Loraine hinunter und kletterte wieder hinunter. Er inszenierte in der Bibliothek den Kampf, schoss sich in den rechten Arm und warf die Pistole auf den Rasen. Weil er seinen rechten Arm nicht mehr bewegen konnte, zog er seinen linken Handschuh mit den Zähnen aus und warf ihn ins Feuer.
Bills Geschichte, dass ihm Ronny Papiere hinterlassen habe, war eine Erfindung, um Jimmy aus der Deckung zu locken. Jimmy gab Bill dann in seiner Wohnung einen vergifteten Cocktail, den Bill jedoch nicht trank – er spielte vielmehr den Angetrunkenen. Jimmy war nie aus dem Klub zu einem Arzt gelaufen, sondern hatte sich im Klub versteckt und Bundle niedergeschlagen.
Bundle wird der freie Platz in den Seven Dials angeboten und Bill hält um ihre Hand an. Lord Caterham ist hocherfreut – Bill ist ein Golfer, und er hat endlich jemanden, der mit ihm spielt.

## Personen
- Jimmy Thesiger, reicher junger Müßiggänger
- Tredwell, Butler auf Chimneys
- Sir Oswald Coote, Self-Made-Millionär
- Lady Maria Coote, seine Frau
- MacDonald, leitender Gärtner auf Chimneys
- Rupert Bateman, Sir Oswalds Sekretär, ging mit Jimmy Thesiger zur Schule
- Helen, Nancy und Vera Daventry – Gäste der Party auf Chimneys
- Bill Eversleigh vom Außenministerium
- Ronny Devereux
- Gerald Wade
- Loraine Wade, seine Halbschwester
- Marquis von Caterham
- Lady Eileen "Bundle" Brent, seine Tochter
- Stevens, Jimmys Diener
- Superintendent Battle
- Alfred, ehemaliger Hausangestellter auf Chimneys
- Bauer, sein Nachfolger
- George Lomax, Außenminister
- Sir Stanley Digby, Luftfahrtminister
- Terence O’Rourke
- Countess Radzky, stellt sich später als Schauspielerin Babe St. Maur heraus
- Herr Eberhard, deutscher Entdecker
- Mr. Mosgorovsky, Eigentümer des Nachtklubs Seven Dials
- Graf Andras und Hayward Phelps, Mitglieder der Seven Dials

## Kritiken
Die Kritik im Times Literary Supplement, Ausgabe vom 4. April 1929, war ausnahmsweise einmal deutlich weniger begeistert als sonst über ein Christie-Buch: „Es ist sehr schade, dass Mrs. Christie in diesem Buch auf die Beschreibung der methodischen Prozedur der Untersuchung eines einzelnen, klar umrissenen Verbrechens zugunsten einer Romanze mit universellen Verschwörungen und internationalen Verbrechern verzichtet. Diese Schauerromanzen sind an sich nicht zu verachten, aber sie unterscheiden sich von der Geschichte mit striktem Schluss in ihrer literarischen Form so gewaltig, dass man nicht annehmen kann, dass jemand beides beherrscht. Mrs. Christie fehlt die zufällige und leichtgläubige Romantik, die sonst die große Leinwand des extensiven Verbrechens erfolgreich füllt. In diesem Genre geht Bravour über Präzision. Das Geheimnis der sieben Zifferblätter und das der geheimen Gesellschaft, die sich in einem finsteren Distrikt trifft, erfordert genau so eine bravouröse Behandlung, aber Christie gibt es als minutiöse Studie, wie sie es schon in ihren früheren Büchern getan hat.“ Die Kritik schließt, „Es gibt keinen besonderen Grund, warum der Mann mit der Maske derjenige ist, der am Ende entlarvt wird.“
Die Kritik in der The New York Times Book Review vom 7. April 1929 beginnt: „Nach dem Lesen des ersten Kapitel dieses Buches entspannt sich ein unerwartet unterhaltsames Garn. Es gibt ein paar sehr lustige junge Leute in ihm und die Tatsache, dass sie in einen Kriminalroman auftreten, verringert ihren Geist nicht in größerem Umfang.“ Der unbekannte Kritiker erläutert die Handlung, bis Gerald Wade tot aufgefunden wird und schreibt: „Soweit ist die Geschichte exzellent; und sie wird auch so fortgesetzt bis der Moment kommt, wo das Geheimnis gelöst werden soll. Dann kann man sehen, dass die Autorin, so sehr sie den Leser vom Erraten der Lösung auch abhalten wollte, fast die Grenzen überschritten hätte, die für einen Kriminalautor gelten. Sie hat Informationen zurückgehalten, die der Leser wissen sollte, mit leichter Hand falsche Spuren gelegt und jeden Hinweis auf den wirklichen Mörder vermieden. Am Schlimmsten von allem ist aber, dass die Lösung selbst völlig absurd ist. Dieses Buch ist weit unter den Standards, die Agatha Christies frühere Bücher gesetzt haben.“
The Scotsman vom 28. Januar 1929 sagt: „Obwohl in puncto Stil weniger gut als einige ihrer früheren Romane, kann The Seven Dials Mystery den Ruf der Genialität der Autorin behaupten." Die Kritik fährt fort und sagt, es sei eine Besonderheit der Geschichte, dass der Leser am Ende zurückblättern will, um zu sehen, ob er vom Autor fair behandelt wurde. Im Großen und Ganzen wurde er es.“
Robert Barnard: „Dieselben Personen am selben Ort – in Chimneys; aber ohne dieselbe Begeisterung und Frechheit.“

## Verfilmung
Nach ihrem Erfolg 1980 mit der Adaption von Ein Schritt ins Leere, wurde The Seven Dials Mystery (deutscher Titel: Das Geheimnis der sieben Zifferblätter) von der Produktionsfirma London Weekend Television in ein 140-Minuten-Fernsehspiel adaptiert und am 8. März 1981 ausgestrahlt. Das Team mit Pat Sandys, Tony Wharmby und Jack Williams arbeitete wieder mit den gleichen Schauspielern: John Gielgud und James Warwick sowie Cheryl Campbell als "Bundle" Brent. Die Adaption hielt sich eng an die Romanvorlage, ohne wesentliche Änderungen.
Dieser zweite Erfolg in der Adaption eines Romans von Agatha Christie führte dann 1983 zur Umsetzung der Fernsehserie Agatha Christie’s Partners in Crime (Detektei Blunt) mit seiner Pilotfolge Ein gefährlicher Gegner.

## Wichtige Ausgaben englischsprachige und deutschsprachige Ausgaben
- 1929, Erstausgabe UK William Collins and Sons (London), 24. Januar 1929
- 1929, Erstausgabe USA Dodd Mead and Company (New York), 1929
- 1934, Deutsche Erstausgabe Sieben Uhren: Expreßbücher-Verlag; Wien; Leipzig[4]
- 1975, Neuausgabe mit neuem Titel Der letzte Joker in der Übersetzung von Renate von Walter im Scherz Verlag[5]

In ihrer Autobiographie bezeichnet Christie dieses Buch als „einen fröhlichen Thriller“ und fährt fort, dass sich diese Romane immer einfach schrieben, weil sie nicht so viel verlangten sowohl für die Handlung als auch in der Planung, vor allem im Gegensatz zu ihren sehr genau geplanten Detektivgeschichten. Diese Zeit bezeichnete sie als ihre Zeit der Plutokratie, als sie Geld für die Serienrechte in den USA erhielt, und zwar mehr als sie im Vereinigten Königreich verdiente und dieses Geld nicht versteuern musste. Sie vergleicht diese Zeit mit der Zeit, als sie ihre Autobiografie schrieb, als sie sich schon seit über zwanzig Jahren mit Problemen mit der Einkommensteuer herumplagte.

## Widmung
Ungewöhnlich für ihre Romane, schrieb Christie keine Widmung für dieses Buch.

## Hörbücher
- 2005 Der letzte Joker (3 CDs): mit der original Miss-Marple-Filmmelodie. Gelesen von Peter Kaempfe. Regie: Sven Stricker. Aus dem Englischen von Karlheinz Dürr; Autorisierte Lesefassung. Der Hörverlag München[12]

- 2008 Der letzte Joker (6 CDs): einzige ungekürzte Lesung. Sprecher: Hans Eckardt. Regie: Ann-Sophie Müller. Übersetzung aus dem Englischen von Renate von Walter. Verlag und Studio für Hörbuchproduktionen Marburg[13]